# Норичник меловой
Нори́чник мелово́й (лат. Scrophulária cretácea) — многолетнее травянистое растение, вид рода Норичник (Scrophularia) семейства Норичниковые (Scrophulariaceae). Включён в Красную книгу России.

## Ареал и среда обитания
Реликтовый вид, донецко-донской эндемик. Произрастает на Украине в бассейне Северского Донца и в России в бассейне Дона в Белгородской, Воронежской, Ростовской, Волгоградской и Саратовской областях. Предпочитает расти на меловых склонах, обнажениях и осыпях, по степным балкам, оврагам.

## Ботаническое описание
Многолетнее травянистое растение высотой от 20 до 50 см.
Стебли белёсо-желёзисто-пушистые, прямые. Листья супротивные, удлинённо ланцетовидные.
Цветки мелкие на тонких ножках, собраны в пирамидальные кисти на концах ветвей.
Плод — сдавленная шаровидная коробочка бурого цвета до 3 мм длиной, гладкая.
Цветение — в первой половине лета, размножение — семенами.

## Охрана
Помимо Красной книги России, включён в Красные книги следующих субъектов Российской Федерации: Белгородская область, Волгоградская область, Воронежская область, Курская область, Ростовская область.